# Cheiraster gazellae
Cheiraster gazellae is een zeester uit de familie Benthopectinidae.
De wetenschappelijke naam van de soort werd in 1883 gepubliceerd door Théophile Rudolphe Studer.